# Microbotryum rhei
Microbotryum rhei är en svampart som först beskrevs av George Lorenzo Ingram Zundel, och fick sitt nu gällande namn av Vánky 1998. Microbotryum rhei ingår i släktet Microbotryum och familjen Microbotryaceae.   Inga underarter finns listade i Catalogue of Life.